# Zwarte snapper
De zwarte snapper (Macolor niger) is een straalvinnige vis uit de familie van snappers (Lutjanidae) en behoort derhalve tot de orde van baarsachtigen (Perciformes). De vis kan een lengte bereiken van 75 centimeter. 

## Leefomgeving
Macolor niger is een zoutwatervis. De vis prefereert een tropisch klimaat en heeft zich verspreid over de Grote en Indische Oceaan. De diepteverspreiding is 2 tot 90 meter onder het wateroppervlak.

## Relatie tot de mens
Macolor niger is voor de visserij van aanzienlijk commercieel belang. In de hengelsport wordt er weinig op de vis gejaagd. 